# نسل اربابان
«نسل اربابان» (انگلیسی: Creezy) یک فیلم است که در سال ۱۹۷۴ منتشر شد.

## بازیگران
- آلن دلون
- سیدنی رم
- ژن مورو
- کلود ریش
- ژان-پیر کاستالدی
- لوئی سنیه